# Ґолянкі (Підляське воєводство)
Ґолянкі (пол. Golanki) — село в Польщі, у гміні Грабово Кольненського повіту Підляського воєводства.
Населення — 72 особи (2011).
У 1975-1998 роках село належало до Ломжинського воєводства.

## Демографія
Демографічна структура станом на 31 березня 2011 року:
|          | Загалом | Допрацездатний вік | Працездатний вік | Постпрацездатний вік |
| -------- | ------- | ------------------ | ---------------- | -------------------- |
| Чоловіки | 33      | 10                 | 21               | 2                    |
| Жінки    | 39      | 11                 | 18               | 10                   |
| Разом    | 72      | 21                 | 39               | 12                   |